# Irma Vep
Irma Vep ist ein französischer Spielfilm von Olivier Assayas aus dem Jahr 1996.

## Handlung
Der Filmregisseur René Vidal möchte ein Remake des Stummfilms Die Vampire von Louis Feuillade drehen. Die Hauptrolle Irma Vep in dem Film von 1915 hatte die französische Schauspielerin Musidora gespielt. Nun sucht Vidal eine passende Schauspielerin für diesen Part und findet sie in der chinesischen Schauspielerin Maggie Cheung. Maggie reist nach Paris, um die Rolle zu übernehmen. Sie spricht jedoch nicht Französisch und verlangt, dass alle Mitarbeiter Englisch mit ihr sprechen. Ein erstes Treffen mit der Kostümbildnerin Zoé findet statt. Sie soll ein hautenges Latexkostüm tragen und erfährt von Zoé, dass es mit Vidals Karriere als Filmregisseur abwärtsgeht. Maggie ist nicht weiter besorgt. Es kommt zu ersten Aufnahmen, Vidal ist jedoch unzufrieden und verlässt nach erster Sichtung des Materials seinen Arbeitsplatz.
Die Dreharbeiten verlaufen weiter chaotisch und sind geprägt von Intrigen innerhalb des Filmteams. Vidal ist am Rande eines Nervenzusammenbruchs. Dennoch findet Maggie den Regisseur sympathisch und verteidigt ihn auch gegen einen französischen Journalisten, der besonders auf Filme von John Woo und Arnold Schwarzenegger steht und französisches Autorenkino langweilig findet. Als die Kostümbildnerin Zoé sie nach einem desaströsen Drehtag auf ihrem Motorrad zu Freunden mitnimmt, erfährt Maggie von diesen Freunden, dass Zoé ein Auge auf sie geworfen hat. Maggie ist entsetzt und kehrt allein in ihr Hotel zurück. Dort erhält sie zahlreiche Nachrichten von Vidal. Maggie ruft ihn an, und er bittet sie, zu ihm nach Haus zu kommen. Als sie dort ankommt, findet sie ihn nach einem Streit mit seiner Ehefrau unter dem Einfluss starker Beruhigungsmittel.
In der gleichen Nacht kehrt Maggie zurück in ihr Hotel und schlüpft in ihr Kostüm. Ähnlich wie ihr Rollencharakter bricht sie in ein Hotelzimmer ein, stiehlt Schmuck und flüchtet über die Dächer des Hotels, wirft den Schmuck allerdings weg. Am nächsten Morgen verschläft sie und wird von Zoé geweckt, die gekommen ist, um zu überprüfen, ob alles mit Maggie in Ordnung ist. Am Drehort herrscht wieder einmal Chaos. Vidal ist nicht am Set erschienen. Schließlich erfährt die Crew, dass Vidal einen Nervenzusammenbruch hatte und der Regisseur José Mirano seine Arbeit übernehmen soll. Mirano versteht jedoch nicht, warum Vidal ausgerechnet eine chinesische Schauspielerin besetzt hat, die nicht einmal Französisch spricht. Er will die Regie nur übernehmen, wenn Maggie durch eine französische Schauspielerin ersetzt wird. Maggie wird entlassen und fliegt nach New York, um dort Ridley Scott zu treffen.

## Veröffentlichung
Der Film wurde erstmals bei den Internationalen Filmfestspielen von Cannes 1996 gezeigt. Dort lief der Film in der Nebenreihe Un Certain Regard. Danach lief er auf einigen weiteren Filmfestivals und kam im November 1996 in die französischen Kinos. In den deutschen Kinos lief der Film erst 1998.

## Kritiken
„Olivier Assayas Film ist eine persönliche Bestandsaufnahme zum Filmemachen in Frankreich. Mit fast dokumentarischem, nichts beschönigendem Blick, mal in ironischem, selten auch in sarkastischem Tonfall zeigt er die alltäglichen Niederträchtigkeiten und den Abgrund zwischen gängiger Verklärung und Realität der Filmproduktion.“

## Auszeichnungen
- 1997: Preis der Niederländischen Filmkritik

## Adaption als Fernsehserie
2022 erschien eine gleichnamige US-amerikanische Fernsehserie, die den Film adaptiert und ebenfalls mit Olivier Assayas als Regisseur und Drehbuchautor entstand.